# واتس‌کیش‌اوی‌فالو
واتس‌کیش‌اوی‌فالو (به مجاری:  Váckisújfalu) یک منطقهٔ مسکونی در مجارستان است که در ناحیه واتس واقع شده‌است.